# Mișcarea de independență a Turkistanului de Est
Xijiang, cunoscut pentru populația uigură prezentă în regiune din secolul al VII-lea drept Turkistanul de Est, este în prezent una dintre provinciile Republicii Populare Chineze, încorporată la finele Războiului Civil Chinez. Date fiind tensiunile dintre populația turcică și cea suzerană Han, și a tratamentului discriminator întreprins de statul chinez împotriva minorității, mulți uiguri au început să își dorească independența, unii pe cale democratică, alții teroristă.